# ایمی ورمولن
اِیمی ورمولن (انگلیسی: Amy Vermeulen؛ زادهٔ ۲۳ نوامبر ۱۹۸۳) بازیکن فوتبال اهل کانادا است.
وی همچنین در تیم‌های ملی فوتبال زنان کانادا، و زنان کانادا، بازی کرده‌است.
وی در مسابقات کشوری و بین‌المللی در مجموع برندهٔ ۱ مدال برنز شده‌است.